# Yamhill County
Yamhill County är ett administrativt område i delstaten Oregon, USA. År 2010 hade countyt 99 193 invånare. Den administrativa huvudorten (county seat) är McMinnville. 

## Geografi
Enligt United States Census Bureau så har countyt en total area på 1 860 km². 1 852 km² av den arean är land och 8 km² är vatten. 

### Angränsande countyn
- Clackamas County, Oregon - öst
- Marion County, Oregon -  sydöst
- Polk County, Oregon -  syd
- Tillamook County, Oregon - väst
- Washington County, Oregon - nord